# هارون جادج
هارون جادج (بالإنجليزية: Aaron Judge)‏ هو لاعب كرة قاعدة أمريكي، ولد في 26 أبريل 1992 في Linden, California ‏ في الولايات المتحدة.

## وصلات خارجية
- هارون جادج على موقع IMDb (الإنجليزية)
- هارون جادج على موقع قاعدة بيانات الفيلم (الإنجليزية)

- هارون جادج على موقع دوري كرة القاعدة الرئيسي (الإنجليزية)
- هارون جادج على موقعبيزبول رفرنس.كوم (الدوري الرئيسي) (الإنجليزية)
- هارون جادج على موقعبيزبول رفرنس.كوم (الدوري الثانوي) (الإنجليزية)
- هارون جادج على موقع إي إس بي إن.كوم (أم.أل.بي) (الإنجليزية)
- هارون جادج على موقع مشجعي الرسوم البيانية (الإنجليزية)